# Хёуг, Хьетиль
Кристиан Хьетиль Хёуг (норв. Christian Kjetil Haug; 12 июня 1998, Халден) — норвежский футболист, вратарь клуба «Тулуза».

## Клубная карьера
Свою футбольную карьеру Хьетиль Хёуг начинал в молодёжной команде клуба «Сарпсборг 08». В 2014 году футболист отправился в Англию, где проходил обучение в академии «Манчестер Сити». Но в 2018 году он вернулся в Норвегию, где присоединился к клубу Первой лиги «Согндал». Но в основе клуба Хёуг не сыграл ни одного матча, а в следующем сезоне отправился в аренду в клуб из низшей лиги «Эльверум».
Позже ещё была аренда в клуб Элитсерии «Волеренга». После чего в августе 2019 Хёуг подписал с клубом контракт на постоянной основе. Дебют в новой команде прошёл в июле 2020 года.

## Карьера в сборной
С 2014 года Хёуг защищал цвета юношеских и молодёжных сборных Норвегии.